# Poeciloptera amata
Poeciloptera amata är en insektsart som beskrevs av Walker 1870. Poeciloptera amata ingår i släktet Poeciloptera och familjen Flatidae. Inga underarter finns listade i Catalogue of Life.